# ’Masenate Mohato Seeiso

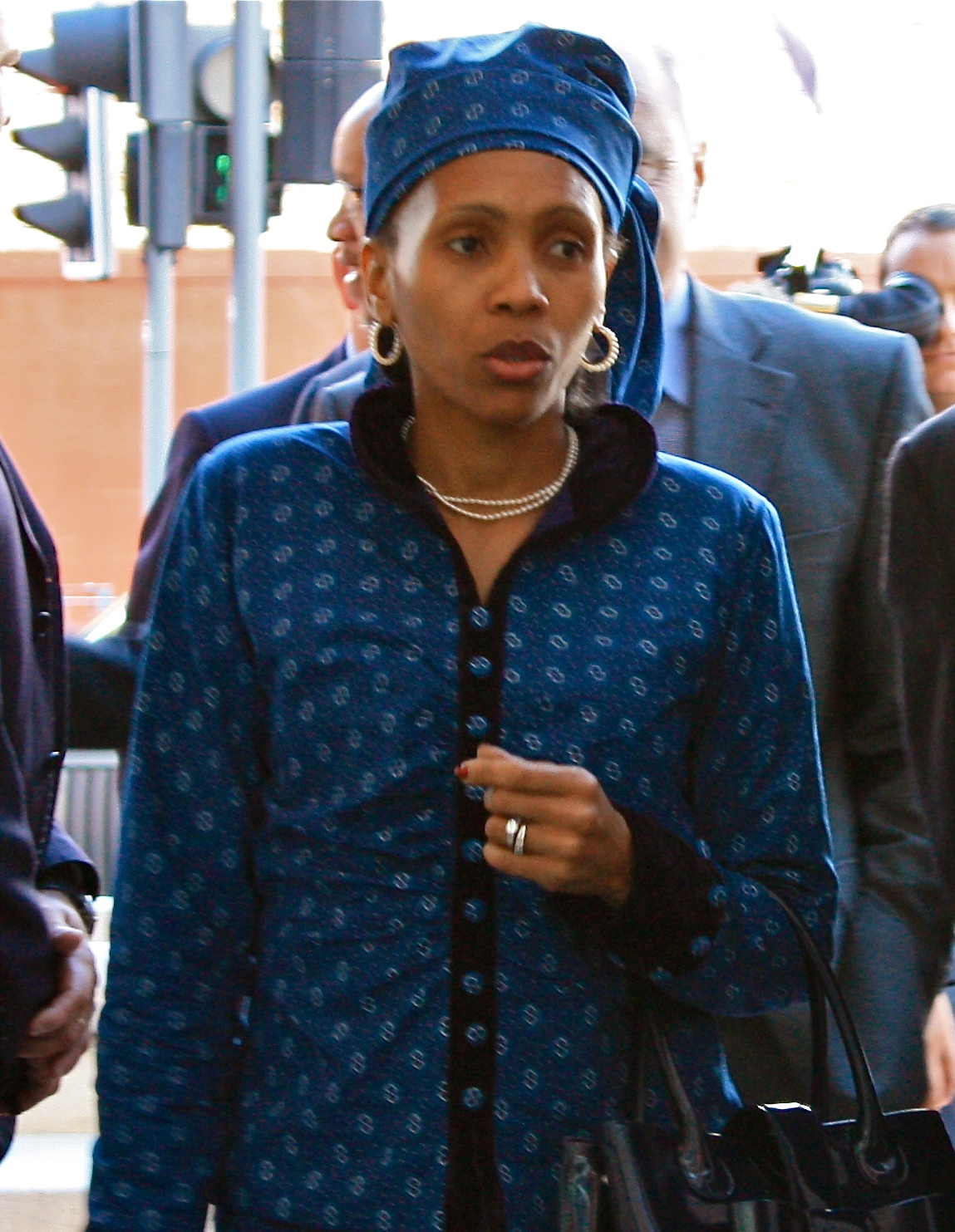
’Masenate Mohato Seeiso

’Masenate Mohato Seeiso (* 2. Juni 1976 in Mapoteng als Anna Karabo Motšoeneng) ist als Ehefrau von Letsie III. Royal Consort, d. h. Titularkönigin von Lesotho.

## Lebensweg

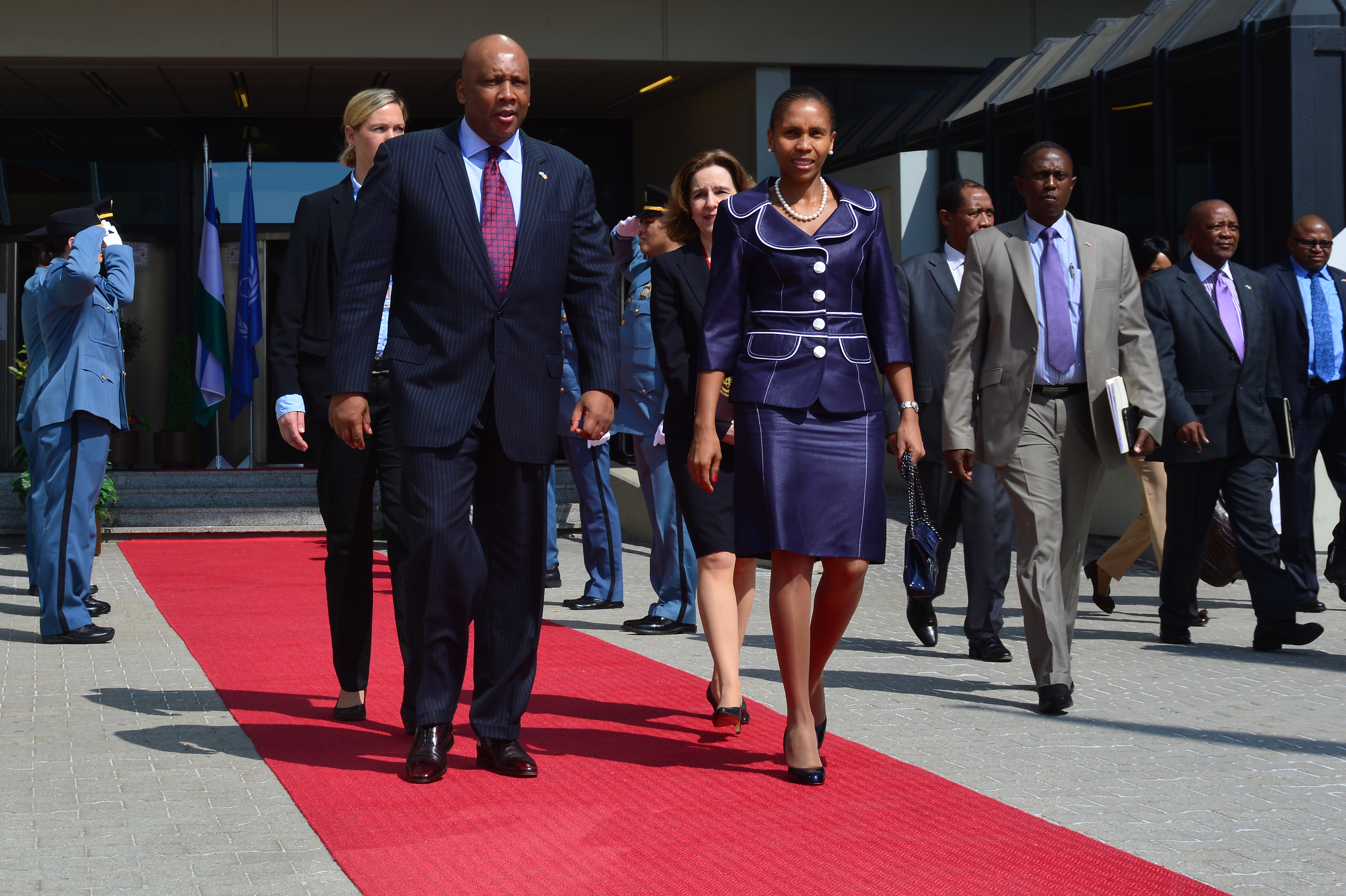
Königin und König (2013)

’Masenate Mohato Seeiso ist die älteste Tochter von fünf Kindern von Thekiso Motšoeneng und seiner Ehefrau ’Makarabo. Seeiso trägt den römisch-katholischen Taufnamen Anna. Von 1990 bis 1996 besuchte sie das Machabeng International College, das sie mit dem International General Certificate for Secondary Education und einem International Baccalaureate abschloss. 1997 begann sie ein Studium an der National University of Lesotho, das sie aufgrund ihrer Heirat mit Letsie III. vorerst aufgeben musste. Diesen hatte sie ein Jahr zuvor kennengelernt.
Im Oktober 1999 verlobten sich Seeiso und der König und heirateten am 18. Februar 2000 in der Hauptstadt Maseru. Die öffentliche Zeremonie im Setsoto Stadium wurde von Erzbischof Bernard Mohlalisi vor 40.000 Zuschauern durchgeführt. Zahlreiche internationale Gäste, darunter Nelson Mandela und  Festus Mogae sowie Charles, Prince of Wales, wohnten der Hochzeit bei. Sie war die erste nicht-adelige Person in moderner Zeit, die in die lesothische Königsfamilie einheiratete.
Die Königin und der König haben drei Kinder:
- Prinzessin Senate Mohato Seeiso (* 2001)
- Prinzessin ’Maseeiso Seeiso (* 2004)
- Kronprinz Lerotholi David Seeiso (* 2007)

Die Königin setzt sich jeher für karitative Organisationen ein. Sie ist unter anderem Botschafterin der Internationale Rotkreuz- und Rothalbmond-Bewegung und der SOS-Kinderdörfer.